# Distichophyllum kinabaluense
Distichophyllum kinabaluense är en bladmossart som beskrevs av Noguchi och Iwatsuki 1972 [1973. Distichophyllum kinabaluense ingår i släktet Distichophyllum och familjen Hookeriaceae. Inga underarter finns listade i Catalogue of Life.